# Биверхед (река)
Би́верхед (Бивер-Хэд; англ. Beaverhead River) — река в Монтане на Западе США. Правая составляющая Джефферсон. Длина реки — 111 км (69 миль). Протекает в юго-западной части штата, по территории округов Биверхед и Мадисон. Ранее Биверхед начиналась от слияния рек Хорс-Прэри и Ред-Рок, ныне вытекает из ирригационного водохранилища Кларк-Каньон на высоте 1689 м над уровнем моря, построенного в 1964 году. Генеральным направлением течения является северо-восток. Около населённого пункта Туин-Бриджес сливается с Биг-Хол на высоте 1405 м над уровнем моря, образуя реку Джефферсон.